# BRP Capones
Le BRP Capones (MRRV-4404) est le quatrième patrouilleur de classe Parola de la Garde côtière philippine.

## Conception
La Garde côtière philippine a précisé que le navire est un navire de maintien de l’ordre et qu’il est conçu pour mener des missions environnementales et humanitaires, ainsi que des opérations de sécurité maritime et des missions de patrouille maritime.
Le navire a été conçu avec une passerelle de navigation pare-balles et est équipé de détecteurs d’incendie, d’une capacité de vision nocturne, d’un bateau annexe et d’une capacité de radiogoniométrie.
Le navire est équipé d’équipements de communication et de surveillance radio de Rohde & Schwarz, en particulier des radios de communication logicielle M3SR des séries 4400 et 4100, et de l’équipement de surveillance radio DDF205. Ces équipements améliorent les capacités de reconnaissance, de poursuite et de communication du navire.

## Service
The Philippine Star a rapporté le 21 mai 2017 que le porte-parole de la Garde côtière philippine, le commandant Armand Balilo, avait déclaré que le BRP Capones était arrivé aux Philippines le 16 mai.
Il a été mis en service le 21 novembre 2017 en même temps que le BRP Suluan (MRRV-4406) et le BRP Sindangan (MRRV-4407).
En mai 2018, le BRP Capones a participé à une procession fluviale dans la baie de Manille en portant l’image de Notre-Dame du Mont-Carmel.
En septembre 2018, le navire a participé aux opérations de lutte contre l’incendie du MV Lite Ferry 28 qui a pris feu alors qu’il était amarré à Argao, province de Cebu. L’incendie a été immédiatement éteint et aucune victime n’a été signalée parmi les 92 passagers et les 29 membres d’équipage du navire.
En octobre 2018, le BRP Capones a remorqué le navire M/V Mags Royal jusqu’au port après que le navire se soit échoué au large de l’île de Bansaan à Talibon, province de Bohol, avec un trou de neuf pouces sur six dans la coque près du gouvernail. Tous les passagers et l’équipage du Mags Royal ont été ramenés en lieu sûr.